# 祖文謨
祖文謨（?—?），直隸顺天府大興县人，清朝政治人物，同进士出身。
康熙九年（1670年），登进士，改庶吉士，授翰林院檢討，官至翰林院侍讀學士。